# Ludwig Weißmüller
Ludwig Weißmüller (1915-1943) est un officier allemand de la Seconde Guerre mondiale. Il obtint la rare Croix de chevalier de la Croix de fer en octobre 1943.

## Biographie
Ludwig Weißmüller naît le 31 mars 1915, à Metz, une ville de garnison animée d'Alsace-Lorraine. Avec sa ceinture fortifiée, Metz est alors la première place forte du Reich allemand, constituant une pépinière de militaires d'exception. Comme Wilhelm Loos ou Joachim Pötter, le jeune Ludwig se tourne naturellement vers le métier des armes.

### Seconde Guerre mondiale
Engagé dans l'armée de terre allemande, le jeune Weißmüller devient rapidement officier. Weißmüller participe à différentes opérations, avant d'être envoyé, avec son unité, sur le front de l'Est. Sous les ordres du Generalleutnant Eugen Wößner, nommé en juillet 1943, Weißmüller commande une unité dans le 462e régiment de grenadier, avec le grade de Hauptmann, capitaine. Engagé avec son unité dans le secteur central du front russe, le capitaine Weißmüller meurt au combat à Nikolskoje, le 18 août 1943. Pour sa bravoure, Ludwig Weißmüller reçut à titre posthume la Croix de chevalier de la Croix de fer, le 11 octobre 1943.

## Commandements
- Chef d'unité au 462e régiment de grenadier (Kommandeur II./Grenadier-Regiment 462)

## Décorations
- Ritterkreuz des Eisernen Kreuzes, le 11 octobre 1943[3]

## Sources
- Fellgiebel, Walther-Peer: Die Träger des Ritterkreuzes des Eisernen Kreuzes 1939-1945. Podzun-Pallas, Friedburg, 2000.
- Récipiendaires de la Croix de chevalier de la Croix de fer sur das-ritterkreuz.de.